# Melanaspis sulcata
Melanaspis sulcata är en insektsart som beskrevs av Ferris 1943. Melanaspis sulcata ingår i släktet Melanaspis och familjen pansarsköldlöss. Inga underarter finns listade i Catalogue of Life.